# Русское общество машиностроительных заводов Гартмана

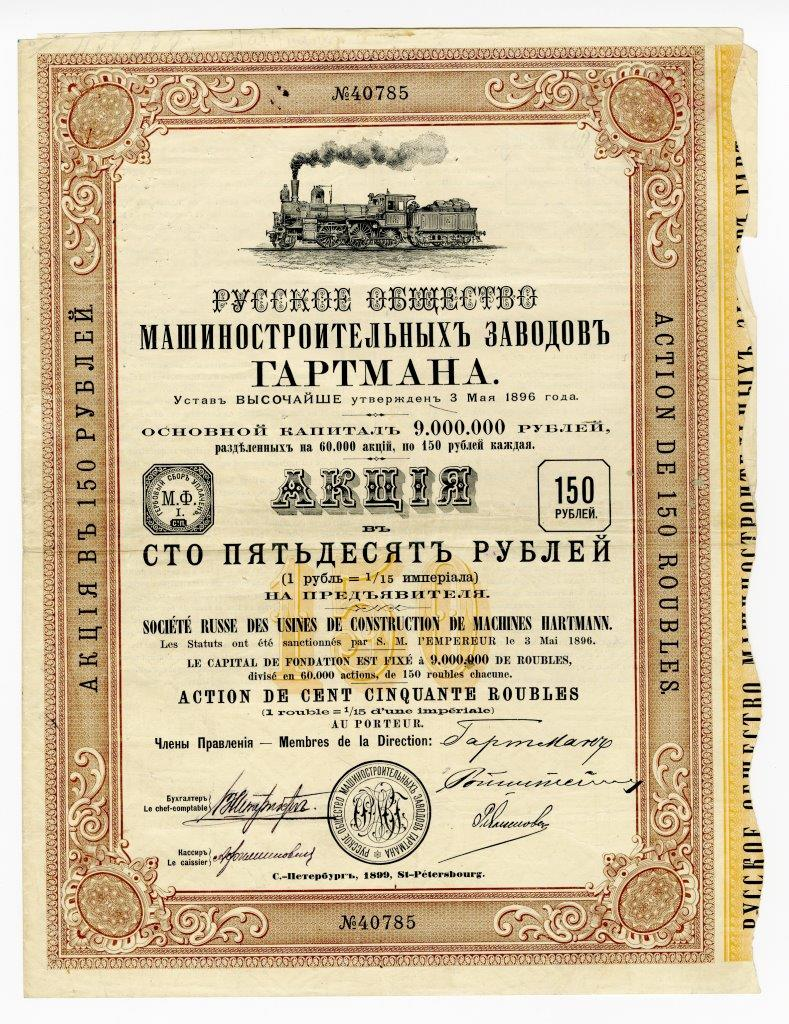
Акция в 150 руб. на предъявителя Русского общества машиностроительных заводов Гартмана с основным капиталом в 9 млн руб. С.-Петербург, 1899 г.

Русское общество машиностроительных заводов Гартмана — акционерная компания, владелец одного из крупнейших в дореволюционной России Луганского паровозостроительного завода, существующего до сих пор.
Русское общество машиностроительных заводов, названное именем своего основателя, учреждено в Санкт-Петербурге в 1896 г. (Устав Высочайше утвержден 3 мая 1896 г.)
при поддержке Петербургского Международного и Дрезденского банков. Кроме самого Густава Гартмана, выходца из Германии, представителя крупного немецкого капитала, семье которого принадлежало паровозостроительное производство в г. Хемнице, учредителем компании являлся статский советник Иван Леонтьевич Гольдштанд.
В том же 1896 году на окраине торгово-промышленного городка Луганска (ныне Украина) с населением в 25 000 человек на берегу реки Лугани было заложено паровозостроительное производство Русского общества машиностроительных заводов Гартмана, строительство которого было завершено в 1900 году. Основной капитал Общества, изначально составлявший 4 млн руб., впоследствии был увеличен до 9 млн. В 1903 году балансовая стоимость имущества, товаров и материалов оснащенного германским оборудованием предприятия составляла 14,9 млн руб., размер дивидендов достигал 8 %. Правление компании, председателем которого являлся сам Г. Гартман, а товарищем председателя, по некоторым данным состоял известный в предприниматель, банкир и лоббист еврейско-прусского происхождения А. Ю. Ротштейн на постоянной основе размещалось в С.-Петербурге по адресу Малая Морская ул., дом 3.
Первым директором Луганского паровозостроительного завода был Я. И. Андерсон — 1896—1902 гг., его сменил родственник Г. Гартмана из Германии Г. В. Трек −1902-1904 гг. В апреле 1904 года с Путиловского завода прибыл инженер-технолог К. К. Хржановский, этнический поляк, который был назначен директором и оставался им 14 лет, вплоть до последовавшей в 1918 г. национализации
В 1905 году предприятием было выпущено 245 паровозов, что составило 21 % общероссийского производства, к 1914 году производство выросло до 1,5 тыс. паровозов. В 1908 году на предприятиях фирмы было занято св. 3,2 тыс. рабочих. В 1912 году начато производство мощного грузового паровоза «0-5-0» (выпускались до 1932 г.). Общество производило также паровые котлы, мостовые конструкции, трубы, резервуары и цистерны для воды, спирта и керосина, химическое оборудование. Ему принадлежали кирпичный завод в Луганске, каменноугольные копи, металлургический завод. В настоящее время бывший Луганский паровозостроительный завод Русского общества машиностроительных заводов Гартмана носит название ПАО «Лугансктепловоз» который выпускает тепловозы, электровозы, а также дизель- и электропоезда.